# Harry Jacobson
Harry Jacobson (* 12. Januar 1912 in Kapstadt; † nach 1965) war ein südafrikanischer, in Großbritannien tätiger Jazzpianist, Sänger und Komponist.

## Leben
Harry Jacobson spielte Ende der 1920er-Jahre in London mit Len Fillis’ Entertainers, an deren Aufnahmen für Columbia er mitwirkte. Er spielte mit den Savoy Hotel Orpheans, Alfredo und war mehrere Jahre Mitglied des New Mayfair Dance Orchestra von Ray Noble. Um 1930 nahm er unter eigenem Namen als „the crooning pianist“ für Edison Bell auf, darunter die Jazzstandards „Body and Soul“, „Ain’t Misbehavin’“ (mit der B-Seite „Believe Me Lady“) und „I Can’t Give You Anything but Love“ „Can’t Help Lovin’ Dat Man“, ferner den damals in der Version des Duke Ellington Orchestra bekannten Song „Diga Diga Doo“, die Piano-Solo-Nummer „It All Belongs to Me“, „Dance of the Blue Marionettes“ sowie „Sweeping the Clouds Away“ die Coverversion eines Lieds, das Maurice Chevalier in dem Tonfilm Paramount on Parade gesungen hatte.
Für Decca Records spielte er die EP Harry at the Local – Piano Medley of All Time Favorites (Decca LC0039) ein.
Weitere Aufnahmen Jacobsons entstanden in den 1920er- und 1930er-Jahren mit der Sängerin Alice Morley („Ev’ry Time My Sweetie Passes By“, Brunswick 1927), mit dem Komiker Billy Milton (Brunswick), dem Pianisten Bert Read, dem Sänger Jack Buchanan (1931), Nat Gonella (1932), Carroll Gibbons („Night and Day“) und Aileen Stanley (1934). Im Bereich des Jazz war er zwischen 1929 und 1934 an 40 Aufnahmesessions beteiligt.
Während des Zweiten Weltkriegs spielte Jacobson im Rang eines Leutnants in Armeebands. Ab den 1940er-Jahren war er in der Film- und Fernsehbranche als Musiker tätig; bekannt wurde er für seine Arbeit an den Filmen und Fernsehshows Room for Two (1940, Regie Maurice Elvey), Fiddlers Three (1944, Regie Harry Watt), The Betty Driver Show (1952) und The Arthur Haynes Show (1956), in denen er auch eigene Kompositionen wie „Just for the Fun of It“ spielte. Außerdem begleitete er die Sängerinnen Gracie Fields, Frances Day, Aileen Cochrane, Greta Keller (Remember Me, Decca, 1965) und Florence Desmond. Jacobson war Onkel der Kinderdarstellerin Sybil Jason (1927–2011).